# بيم يجثارت
بيم يجثارت (بالهولندية: Pim Ligthart)‏ (و. 1988  م) هو دراج، ودراج على المضمار هولندي، ولد في هورن، شارك في طواف إسبانيا، والألعاب الأولمبية الصيفية 2008، وطواف إسبانيا 2014.

## سجل الفوز

### سباقات أو مراحل فاز بها
| التاريخ        | السباق                             | المركز                  |
| -------------- | ---------------------------------- | ----------------------- |
| 14 أبريل 2010  | Côte picarde 2010                  |                         |
| 17 أبريل 2010  | زي إل إم تور 2010                  |                         |
| 01 يناير 2011  | طواف لايغويليا 2011                | الأول في تصنيف الجبال   |
| 27 فبراير 2011 | طواف ألميريا 2011                  | الثالث في التصنيف العام |
| 02 أبريل 2011  | فولتا ليمبورغ الكلاسيكي 2011       | الفائز في التصنيف العام |
| 09 أبريل 2011  | طواف إقليم الباسك 2011             | التاسع في تصنيف النقاط  |
| 26 فبراير 2012 | طواف ألميريا 2012                  | السادس في التصنيف العام |
| 31 مارس 2012   | فولتا ليمبورغ الكلاسيكي 2012       | السابع في التصنيف العام |
| 25 يوليو 2012  | طواف الوني 2012                    | الثالث في التصنيف العام |
| 13 أكتوبر 2012 | طواف بكين 2012                     | الثاني في تصنيف الجبال  |
| 24 فبراير 2013 | طواف ألميريا 2013                  | العاشر في التصنيف العام |
| 16 مارس 2014   | باريس-نيس 2014                     | الأول في تصنيف الجبال   |
| 01 فبراير 2015 | سباق جائزة لا مارسيليس الكبرى 2015 | الفائز في التصنيف العام |
| 08 أغسطس 2015  | طواف الدنمارك 2015                 | الأول في تصنيف الجبال   |
| 06 أكتوبر 2015 | بينشي-شيمي-بينشي 2015              |                         |
| 17 مارس 2019   | روند فان درينثي 2019               | الفائز في التصنيف العام |

## روابط خارجية
- بيم يجثارت على موقع الاتحاد الدولي للدراجات (الإنجليزية)
- بيم يجثارت على موقع أرشيف الدراجات (الإنجليزية)
- بيم يجثارت على موقع إحصائيات الدراجات الإحترافية (الإنجليزية)
- بيم يجثارت على موقع نسبة الدراجات (الإنجليزية)
- بيم يجثارت على موقع CycleBase (الإنجليزية)